# Gordon McGill
Pour les articles homonymes, voir McGill.
Gordon McGill, né en 1943, est un écrivain britannique, auteur de roman policier et de novélisation.

## Biographie
Son roman The Hit est une novélisation du film The Hit de Stephen Frears. Ce titre est traduit en France dans la collection Série noire sous le titre Un mauvais moment à passer en 1985. 
Il est l'auteur d'autres novélisations de films, notamment Drôles d'espions (Spies Like Us) de John Landis, Little Buddha de Bernardo Bertolucci, Amityville 3D : Le Démon (Amityville 3-D) de Richard Fleischer et de plusieurs films de la série La Malédiction (The Omen).
Il a également publié un récit d'horreur, Stallion, et plusieurs romans humoristiques, comme Arthur en 1974 ou Superstud en 1977.

## Œuvre

### Romans

#### SérieOmen
- The Final Conflict (1980)
- Armageddon 2000 (1982)
- The Abomination (1985)

#### Autres romans
- Arthur (1974)
- Superstud (1977)
- War story (1979)
- See No Evil (1981)
- Amityville 3D (1984)
- The Hit (1984) Publié en français sous le titre Un mauvais moment à passer, Paris, Éditions Gallimard, coll. « Série noire » no 2030 (1985)  (ISBN 2-07-049030-0)
- Water (1985)
- Spies Like Us (1985)
- Rough Cut (1988)
- Stallion (1989)
- Little Buddha (1994) Publié en français sous le titre Little Buddha, Paris, Pocket, coll. « Presses-Pocket » no 3342 (1993)  (ISBN 2-266-00656-8)

## Sources
: document utilisé comme source pour la rédaction de cet article.
Claude Mesplède et Jean-Jacques Schleret, Les Auteurs de la Série noire p. 315, Joseph K. (1996)  (ISBN 9-782-91068611-6)